# Mi Yuting
Mi Yuting est un joueur de go professionnel chinois né le 8 janvier 1996.
Dans les tournois internationaux, Mi Yuting a remporté la coupe CCTV en 2016 et, la même année, le tournoi Longxin en battant  Chen Yaoye 2-0 en finale. Il remporta le Mingren deux fois de suite en 2018 et 2019. Il a également remporté la Mlily Cup en 2013 et 2019-2021.